# Raymond Felton
Pour les articles homonymes, voir Raymond et Felton.
Raymond Bernard Felton Junior est un joueur américain de basket-ball né le 26 juin 1984 à Marion, Caroline du Sud, évoluant en NBA aux postes de meneur et d'arrière.

## Carrière en NBA

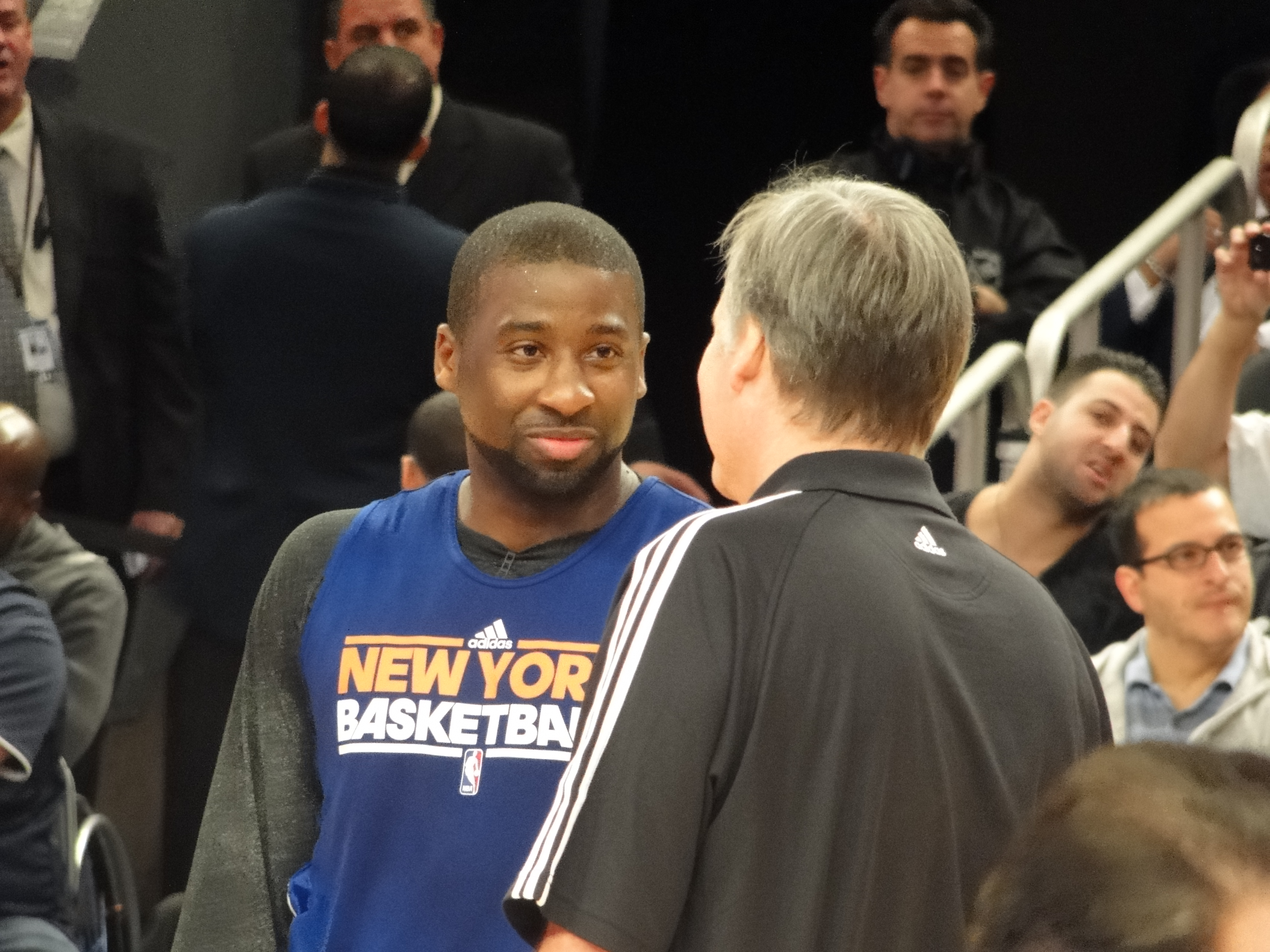
Raymond Felton des knicks avec l'entraîneur Mike D'Antoni. Image liée à l'article Raymond Bernard Felton Jr, qui est un joueur américain de Basket-Ball.

### Bobcats de Charlotte (2005-2010)
Le 28 juin 2005, il est drafté en 5e position par les Bobcats de Charlotte.

### Knicks de New York (2010-Fév.2011)
Le 12 juillet 2010, agent libre, il signe chez les Knicks de New York.

### Nuggets de Denver (Fév.-Juin 2011)
Le 21 février 2011, il est envoyé aux Nuggets de Denver dans un échange entre trois équipes, avec les Knicks de New York et les Timberwolves du Minnesota. Felton arrive aux Nuggets avec Wilson Chandler, Danilo Gallinari, Timofeï Mozgov, Kosta Koufos, un second tour de draft 2012 (Quincy Miller), un second tour de draft 2013 (Romero Osby), un premier tour de draft 2014 et du cash. Les Timberwolves reçoivent Eddy Curry, Anthony Randolph, un second tour de draft 2015 et du cash. Les Knicks reçoivent Carmelo Anthony, Chauncey Billups, Corey Brewer, Renaldo Balkman, Anthony Carter et Shelden Williams.

### Trail Blazers de Portland (2011-2012)
Le 23 juin 2011, dans un échange entre trois équipes, avec les Trail Blazers de Portland et les Mavericks de Dallas, il est transféré aux Trail Blazers. Les Mavericks reçoivent Rudy Fernandez et les droits de Petteri Koponen. Les Nuggets reçoivent Jordan Hamilton et Andre Miller, Les Trail Blazers reçoivent Felton et un second tour de draft 2014.

### Knicks de New York (2012-2014)
Le 16 juillet 2012, il est transféré avec Kurt Thomas aux Knicks de New York contre Dan Gadzuric, Jared Jeffries, Yórgos Príntezis, Kóstas Papanikoláou, un second tour de draft 2016 et du cash.

### Mavericks de Dallas (2014-2016)
Le 25 juin 2014, il fait partie d'un transfert entre les franchises des Knicks et des Mavericks de Dallas, échange où il rejoint la franchise de Dallas en compagnie de Tyson Chandler contre José Calderón, Samuel Dalembert, Wayne Ellington, Shane Larkin et deux seconds tours de draft 2014 (Thanásis Antetokoúnmpo et Cleanthony Early).
En Avril 2015, lors de la victoire des Mavericks à Denver (144-143) il inscrit le tir de la gagne à deux secondes du terme de la seconde prolongation, ce qui lui valut le surnom de "Clutch Raymond" durant quelques semaines.
Le 22 juin 2015, il active son option de joueur sur son contrat et décide d'aller au terme de celui-ci en restant à Dallas.
À partir de la saison 2015-2016, Rick Carlisle décide d'accorder plus de confiance au natif de Marion notamment à cause des déboires de Chandler Parsons en novembre. Le 12 décembre 2015, il enregistre un second triple-double contre les Wizards de Washington en terminant la rencontre avec 10 points, 11 rebonds et 10 passes décisives, le premier triple-double d'un joueur des Mavs depuis Jason Kidd en mars 2011.

### Clippers de Los Angeles (2016-2017)
Felton s'est engagé aux Clippers de Los Angeles pour environ 1,5 million de dollars sur une saison.

### Thunder d'Oklahoma City (2017-2019)
Le 10 juillet 2017, il s'engage avec le Thunder d'Oklahoma City pour environ 2,3 millions de dollars sur une saison.
Le 11 juillet 2018, il signe prolonge son contrat d'un an avec le Thunder.

## Statistiques

### Universitaires
| Saison    | Équipe           | Matchs | Titul. | Min./m | % Tir | % 3pts | % LF | Rbds/m. | Pass/m. | Int/m. | Ctr/m. | Pts/m. |
| --------- | ---------------- | ------ | ------ | ------ | ----- | ------ | ---- | ------- | ------- | ------ | ------ | ------ |
| 2002-2003 | Caroline du Nord | 35     | 35     | 35,4   | 39,8  | 35,8   | 69,3 | 4,09    | 6,71    | 1,60   | 0,26   | 12,86  |
| 2003-2004 | Caroline du Nord | 30     | 30     | 34,6   | 42,0  | 31,2   | 81,0 | 3,97    | 7,07    | 2,13   | 0,23   | 11,53  |
| 2004-2005 | Caroline du Nord | 36     | 35     | 31,7   | 45,5  | 44,0   | 70,1 | 4,33    | 6,92    | 2,00   | 0,31   | 12,89  |
| Carrière  |                  | 101    | 100    | 33,9   | 42,3  | 37,5   | 73,1 | 4,14    | 6,89    | 1,90   | 0,27   | 12,48  |

### Professionnelles

#### Saison régulière
| Saison   | Équipe        | Matchs | Titul. | Min./m | % Tir | % 3pts | % LF | Rbds/m. | Pass/m. | Int/m. | Ctr/m. | Pts/m. |
| -------- | ------------- | ------ | ------ | ------ | ----- | ------ | ---- | ------- | ------- | ------ | ------ | ------ |
| 2005–06  | Charlotte     | 80     | 54     | 30,1   | 39,1  | 35,8   | 72,5 | 3,31    | 5,58    | 1,27   | 0,10   | 11,85  |
| 2006–07  | Charlotte     | 78     | 75     | 36,3   | 38,4  | 33,0   | 79,7 | 3,42    | 6,99    | 1,51   | 0,13   | 14,01  |
| 2007–08  | Charlotte     | 79     | 79     | 37,6   | 41,3  | 28,0   | 80,0 | 2,99    | 7,38    | 1,22   | 0,15   | 14,43  |
| 2008–09  | Charlotte     | 82     | 81     | 37,6   | 40,8  | 28,5   | 80,5 | 3,78    | 6,74    | 1,54   | 0,37   | 14,17  |
| 2009–10  | Charlotte     | 80     | 80     | 33,0   | 45,9  | 38,5   | 76,3 | 3,60    | 5,58    | 1,54   | 0,28   | 12,10  |
| 2010–11  | New York      | 54     | 54     | 38,4   | 42,3  | 32,8   | 86,7 | 3,59    | 9,04    | 1,80   | 0,20   | 17,09  |
| 2010–11  | Denver        | 21     | 0      | 31,6   | 43,1  | 45,9   | 61,7 | 3,57    | 6,52    | 1,33   | 0,00   | 11,48  |
| 2011–12  | Portland      | 60     | 56     | 31,8   | 40,7  | 30,5   | 80,6 | 2,48    | 6,50    | 1,30   | 0,17   | 11,40  |
| 2012–13  | New York      | 68     | 68     | 34,0   | 42,7  | 36,0   | 78,9 | 2,87    | 5,47    | 1,38   | 0,21   | 13,94  |
| 2013–14  | New York      | 65     | 65     | 31,0   | 39,5  | 31,8   | 72,1 | 3,03    | 5,62    | 1,20   | 0,42   | 9,69   |
| 2014–15  | Dallas        | 29     | 3      | 9,7    | 40,6  | 29,4   | 80,0 | 0,90    | 1,41    | 0,38   | 0,14   | 3,72   |
| 2015–16  | Dallas        | 80     | 31     | 27,4   | 40,6  | 28,2   | 84,7 | 3,23    | 3,55    | 0,85   | 0,19   | 9,54   |
| 2016–17  | L.A. Clippers | 80     | 11     | 21,2   | 43,0  | 31,9   | 78,1 | 2,73    | 2,39    | 0,82   | 0,28   | 6,72   |
| 2017–18  | Oklahoma City | 82     | 2      | 16,6   | 40,6  | 35,2   | 81,8 | 1,90    | 2,48    | 0,60   | 0,20   | 6,89   |
| 2018–19  | Oklahoma City | 33     | 0      | 11,5   | 40,7  | 32,8   | 92,3 | 1,03    | 1,58    | 0,30   | 0,18   | 4,30   |
| Carrière |               | 971    | 659    | 29,7   | 41,2  | 32,9   | 79,0 | 2,95    | 5,25    | 1,18   | 0,21   | 11,18  |

#### Playoffs
| Saison   | Équipe        | Matchs | Titul. | Min./m | % Tir | % 3pts | % LF  | Rbds/m. | Pass/m. | Int/m. | Ctr/m. | Pts/m. |
| -------- | ------------- | ------ | ------ | ------ | ----- | ------ | ----- | ------- | ------- | ------ | ------ | ------ |
| 2009–10  | Charlotte     | 4      | 4      | 32,4   | 40,5  | 30,8   | 75,0  | 2,50    | 5,00    | 0,50   | 0,00   | 11,75  |
| 2010–11  | Denver        | 5      | 0      | 30,4   | 36,0  | 25,0   | 75,0  | 1,80    | 4,20    | 1,20   | 0,00   | 11,60  |
| 2012–13  | New York      | 12     | 12     | 37,8   | 44,4  | 32,1   | 66,7  | 3,42    | 4,67    | 1,67   | 0,42   | 14,08  |
| 2014–15  | Dallas        | 3      | 1      | 12,0   | 26,7  | 0,0    | 100,0 | 2,33    | 1,33    | 0,00   | 0,00   | 3,67   |
| 2015–16  | Dallas        | 5      | 4      | 34,4   | 46,4  | 28,6   | 63,6  | 4,60    | 4,60    | 1,20   | 0,00   | 15,00  |
| 2016–17  | L.A. Clippers | 7      | 0      | 18,1   | 46,9  | 44,4   | 100,0 | 1,43    | 1,43    | 0,86   | 0,00   | 5,57   |
| 2017–18  | Oklahoma City | 6      | 0      | 13,1   | 38,7  | 50,0   | 0,0   | 2,17    | 1,50    | 0,67   | 0,33   | 5,17   |
| 2018–19  | Oklahoma City | 5      | 0      | 11,3   | 30,8  | 25,0   | 50,0  | 0,60    | 0,60    | 0,80   | 0,20   | 2,20   |
| Carrière |               | 47     | 21     | 25,7   | 42,0  | 32,1   | 71,1  | 2,47    | 3,11    | 1,02   | 0,17   | 9,38   |

## Records personnels et distinctions
Les records personnels de Raymond Felton, officiellement recensés par la NBA sont les suivants :
| Type de statistique        | Saison régulière | Saison régulière                                 | Saison régulière                  | Playoffs | Playoffs                              | Playoffs                   |
| Type de statistique        | Record           | Adversaire                                       | Date                              | Record   | Adversaire                            | Date                       |
| -------------------------- | ---------------- | ------------------------------------------------ | --------------------------------- | -------- | ------------------------------------- | -------------------------- |
| Points                     | 35               | @ Warriors de Golden State                       | 19 novembre 2010                  | 27       | @ Celtics de Boston                   | 28 avril 2013              |
| Paniers marqués            | 13               | @ Suns de Phoenix @ Warriors de Golden State     | 25 février 2006 19 novembre 2010  | 10       | @ Celtics de Boston Celtics de Boston | 28 avril 2013 1er mai 2013 |
| Paniers tentés             | 30               | @ Bulls de Chicago                               | 8 décembre 2012                   | 21       | @ Celtics de Boston                   | 28 avril 2013              |
| Paniers à 3 points réussis | 6                | @ Hornets de La Nouvelle-Orléans @ Heat de Miami | 14 mars 2011 6 décembre 2012      | 4        | @ Celtics de Boston                   | 28 avril 2013              |
| Paniers à 3 points tentés  | 11               | @ Pistons de Détroit                             | 28 novembre 2010                  | 9        | @ Celtics de Boston                   | 28 avril 2013              |
| Lancers francs réussis     | 13               | Wizards de Washington                            | 21 novembre 2007                  | 6        | Thunder d'Oklahoma City               | 25 avril 2011              |
| Lancers francs tentés      | 16               | Wizards de Washington                            | 21 novembre 2007                  | 9        | Thunder d'Oklahoma City               | 25 avril 2011              |
| Rebonds offensifs          | 5                | Bucks de Milwaukee                               | 13 janvier 2006                   | 4        | Pacers de l'Indiana                   | 16 mai 2013                |
| Rebonds défensifs          | 11               | Wizards de Washington                            | 12 décembre 2015                  | 5        | Celtics de Boston                     | 23 avril 2013              |
| Rebonds totaux             | 11               | @ Lakers de Los Angeles Wizards de Washington    | 27 janvier 2009 12 décembre 2015  | 7        | Celtics de Boston                     | 23 avril 2013              |
| Passes décisives           | 19               | @ Pacers de l'Indiana                            | 30 décembre 2006                  | 10       | @ Celtics de Boston                   | 26 avril 2013              |
| Interceptions              | 7                | Bucks de Milwaukee @ Clippers de Los Angeles     | 22 novembre 2008 20 novembre 2010 | 4        | @ Thunder d'Oklahoma City             | 27 avril 2011              |
| Contres                    | 2                | 17 fois                                          |                                   | 2        | @ Pacers de l'Indiana                 | 14 mai 2013                |
| Balles perdues             | 9                | Cavaliers de Cleveland                           | 20 mars 2007                      | 5        | @ Thunder d'Oklahoma City             | 27 avril 2011              |
| Minutes jouées             | 57               | Lakers de Los Angeles                            | 29 décembre 2006                  | 48       | @ Celtics de Boston                   | 28 avril 2013              |

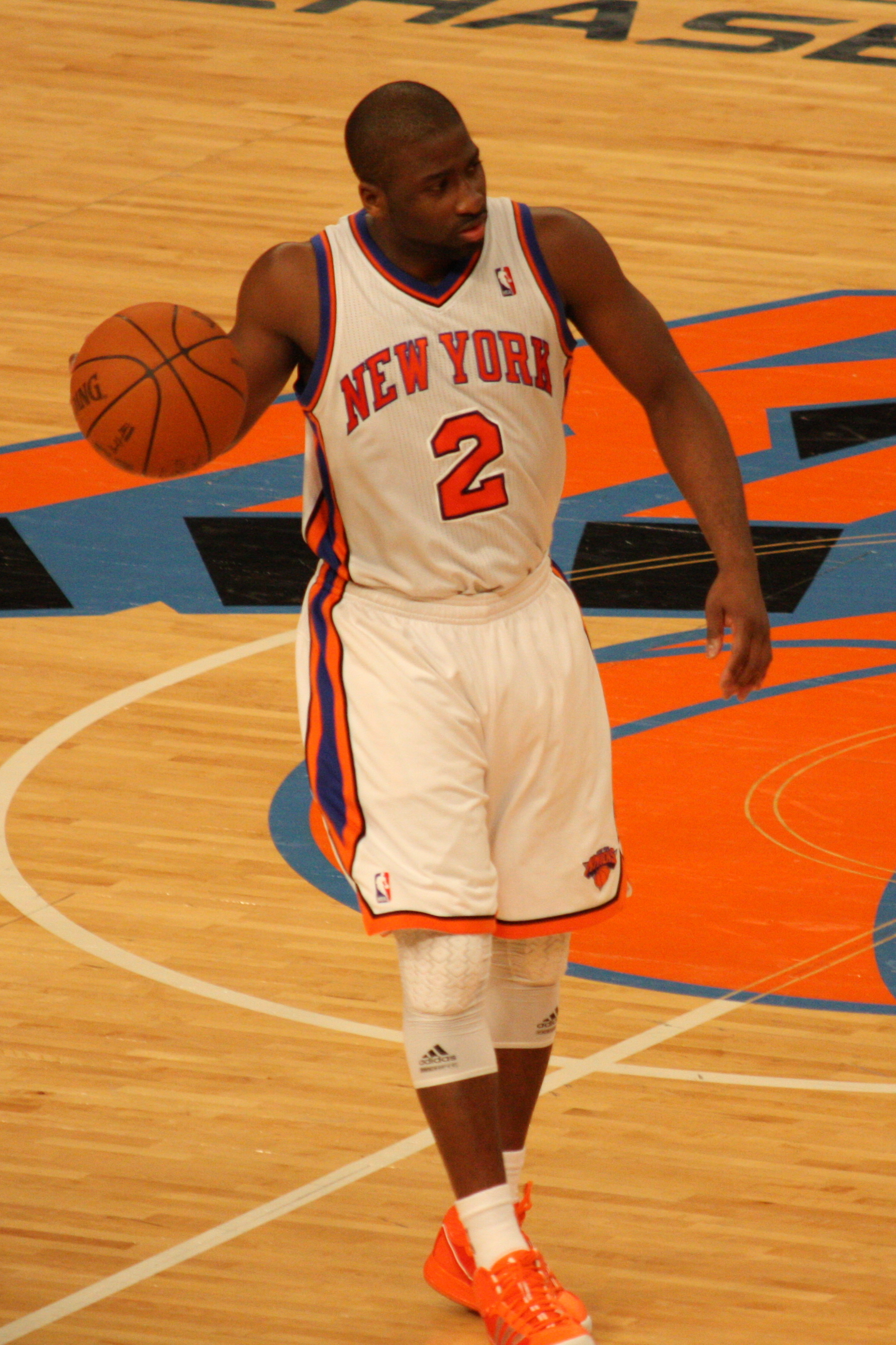
Felton en décembre 2010.

- Double-double : 94 (dont 1 en playoffs)
- Triple-double : 2

## Clubs
- 2005-2010 :  Bobcats de Charlotte.
- 2010-2011 :  Knicks de New York.
- Fév-juin 2011 :  Nuggets de Denver.
- 2011-2012 :  Trail Blazers de Portland.
- 2012-2014 :  Knicks de New York.
- 2014-2016 :  Mavericks de Dallas.
- 2016-2017 :  Clippers de Los Angeles.
- 2017-2019 :  Thunder d'Oklahoma City.

## Palmarès
- Champion de la Division Atlantique en 2013 avec les Knicks de New York.

## Vie privée
Le 24 février, en instance de divorce, la femme de Raymond Felton le dénonce à la police pour port illégal d'arme à feu. Le lendemain, il passe devant le juge et sort libéré sous caution de 25 000 $ avec l'obligation de rester à l'écart de son épouse pendant six mois. Après un Plea deal ou plaidoyer de marchandage, Felton doit payer une amende de 5 000 dollars et doit assurer 500 heures de services communautaires.

## Salaires
| Année       | Équipe        | Salaire      |
| ----------- | ------------- | ------------ |
| 2005-2006   | Bobcats       | 2 847 360 $  |
| 2006-2007   | Bobcats       | 3 060 840 $  |
| 2007-2008   | Bobcats       | 3 274 440 $  |
| 2008-2009   | Bobcats       | 4 148 716 $  |
| 2009-2010   | Bobcats       | 5 501 196 $  |
| 2010-2011   | Nuggets       | 7 500 000 $  |
| 2011-2012*  | Trail Blazers | 7 560 000 $  |
| 2012-2013   | Knicks        | 3 480 453 $  |
| 2013-2014   | Knicks        | 3 637 073 $  |
| 2014-2015   | Mavericks     | 3 793 693 $  |
| 2015-2016   | Mavericks     | 3 950 313 $  |
| 2016-2017   | Clippers      | 1 551 659 $  |
| 2017-2018   | Thunder       | 1 471 382 $  |
| 2018-2019   | Thunder       | 2 393 887 $  |
| Total Gains |               | 54 171 012 $ |

Note : * En 2011, le salaire moyen d'un joueur évoluant en NBA est de 5 150 000 $.